# Camilla Ahlgren
Camilla Ahlgren, född 1964, är en svensk manusförfattare.
Ahlgren började sin yrkesbana som lärare, men lämnade detta i samband med lärarstrejken 1990. Hon fick arbete som guvernant på Sveriges television, d.v.s. fick ansvar för unga skådespelares utbildning under inspelningsperioder. Hon var sedan scripta på serier som Rederiet, där hon också sedermera blev manusassistent och senare huvudansvarig för seriens manus fram till dess slut 2002. Hon har senare arbetat främst med krim-serier som Morden i Sandhamn, Bron och Springfloden. Hon har även skrivit manus till Gåsmamman tillsammans med sin make, regissören Martin Asphaug.